# امیر المصری
امیر المصری (عربی: أمیر المصری) بازیگر مصری-انگلیسی است. او برای بازی در فیلم لیمبو (۲۰۲۰) برنده بفتای اسکاتلند شد و نامزد جایزه فیلم مستقل بریتانیا شد. او در سال ۲۰۲۰ به عنوان یک بریتانیایی موفق بفتا و یک ستاره اسکرین اینترنشنال در سال ۲۰۲۱ انتخاب شد.
المصری در کمدی مصری رمضان مبروک ابوالعلمین حموده (۲۰۰۸) برای اولین بار در جشنواره اسکار سینمای مصر جایزه بهترین فیلم را دریافت کرد.
المصری در اکتون لندن زندگی می‌کند. او مسلمان است.

## فیلم‌شناسی

### فیلم
| سال  | عنوان                        | نقش            | یادداشت         |
| ---- | ---------------------------- | -------------- | --------------- |
| ۲۰۰۸ | رمضان مبروک ابوالعلمین حموده | رمزی           |                 |
| ۲۰۱۰ | الطلاطة یشتغالونها           | نبیل           |                 |
| ۲۰۱۴ | گلاب                         | علیرضا         |                 |
| ۲۰۱۷ | در لندن گم شد                | عمر            |                 |
| ۲۰۱۷ | سمت دور                      | سید            | فیلم کوتاه      |
| ۲۰۱۸ | شلیک                         | انمار المادی   |                 |
| ۲۰۱۹ | برای باج برگزار شد           | جان            |                 |
| ۲۰۱۹ | جنگ ستارگان: ظهور اسکای واکر | فرمانده تراچ   |                 |
| ۲۰۲۰ | برزخ                         | عمر            |                 |
| ۲۰۲۱ | پروتکل                       | هوگو           | فیلم کوتاه      |
| ۲۰۲۱ | احاطه                        |                |                 |
| ۲۰۲۳ | باشگاه صفر                   |                |                 |
| ۲۰۲۳ | یک سرگرمی در ونیز            | الساندرو لونگو |                 |
| ۲۰۲۳ | در دوربین                    | کنراد          |                 |
| ۲۰۲۲ | گاوزنی                       |                | با مایان ال سید |

### تلویزیون
| سال  | عنوان                | نقش          | یادداشت‌ها                       |
| ---- | -------------------- | ------------ | ------------------------------- |
| ۲۰۱۳ | تلفات                | سفینه        | قسمت: "خصوصی: زخم‌ها و کابوس ها" |
| ۲۰۱۴ | BBC فیلم‌های کمدی     | بولت‌ها       | قسمت: "بچه‌های خشن"              |
| ۲۰۱۴ | ترانسپورت: سری       | آیوب الجفری  | قسمت: "بایکن امید"              |
| ۲۰۱۵ | طاغوت                | موسی         | قسمت: "ملاحظه قاین"             |
| ۲۰۱۶ | مدیر شب              | یوسف         | مینی سریال؛ ۲ قسمت              |
| ۲۰۱۷ | دولت                 | "سید"        | مینی سریال: ۳ قسمت              |
| ۲۰۱۷ | ویه خداوند           | تولکن        | دو قسمت                         |
| ۲۰۱۸ | مکمافیا              | تارک         | دو قسمت                         |
| ۲۰۱۸ | سن قبل از زیبایی     | دانته        | نقش اصلی                        |
| ۲۰۱۸ | جک رایان             | ابراهیم      | نقش تکراری؛ ۷ قسمت              |
| ۲۰۱۹ | ال برینسیزا بیسا     | کازم         | نقش اصلی                        |
| ۲۰۲۰ | صنعت                 | عثمان ابود   | نقش اصلی، فصل اول (۴ قسمت)      |
| ۲۰۲۱ | اون یکی              | بن ناصر      | ۶ قسمت                          |
| ۲۰۲۲ | "ساس" "روگ قهرمانان" | دکتر گامال   | ۳ قسمت                          |
| ۲۰۲۲ | تاج                  | محمد الفاید  | قسمت: "مو مو"                   |
| ۲۰۲۳ | هوشیاری              | دانیل رامیزی | سری ۲                           |

### بازی‌های ویدیویی
| سال  | عنوان                      | نقش          | یادداشت |
| ---- | -------------------------- | ------------ | ------- |
| ۲۰۱۶ | دئوس اکس: تفرقه بشر        | صداهای اضافی |         |
| ۲۰۱۷ | اساسینز کرید ریشه‌ها        | صدا          |         |
| ۲۰۱۷ | Lego Marvel Super Heroes 2 |              |         |

## صحنه
| سال  | عنوان  | نقش   | یادداشت                |
| ---- | ------ | ----- | ---------------------- |
| ۲۰۱۷ | بزها   | عدنان | تئاتر رویال کورت، لندن |
| ۲۰۱۹ | پرتگاه |       | جشنواره حاشیه ادینبورگ |

## سمعی
| سال  | عنوان                           | نقش         | یادداشت        |
| ---- | ------------------------------- | ----------- | -------------- |
| ۲۰۱۴ | خودی                            | جوزف        | رادیو بی‌بی‌سی ۳ |
| ۲۰۱۴ | آجر                             | الیاس       | رادیو بی‌بی‌سی ۴ |
| ۲۰۱۴ | پسری از حلب که جنگ را نقاشی کرد | طارق        | رادیو بی‌بی‌سی ۴ |
| ۲۰۱۴ | استاد عروسک                     | جمیل        | رادیو بی‌بی‌سی ۴ |
| ۲۰۱۴ | در ستایش ماهی رادیکال           | خواننده     | رادیو بی‌بی‌سی ۴ |
| ۲۰۱۵ | راسلاس، شاهزاده حبشه            | احمد        | رادیو بی‌بی‌سی ۴ |
| ۲۰۱۵ | راه بنی ولید                    | حسام / مالک | رادیو بی‌بی‌سی ۴ |
| ۲۰۱۵ | نفت: سلاح                       | یوسف        | رادیو بی‌بی‌سی ۴ |